# 丁學洙
丁學洙（1913年3月3日—2002年3月5日），臺灣畫家，美術教育者，中國安徽渦陽縣人，長居臺東，臺灣戰後第一代西洋畫家，臺灣白色恐怖時期受難者。早年在中國大陸時以現代主義水彩畫活躍畫壇，來臺後轉為水墨畫和粉彩畫，為臺灣東部代表性現代主義畫家。

## 生平

### 早年
丁學洙出生安徽渦陽縣，9歲時開始受美術教育。1932年赴上海就讀上海美術專科學校，他受當時的校長劉海粟、水彩老師王濟遠及素描老師龔必正等中國學院現代畫派畫家薰陶，學習水彩畫。
1937年抗日戰爭松滬會戰爆發，上海成為主要戰場，丁學洙被迫輟學，流亡至大後方，以教書為業。1940年至四川重慶的武昌藝術專科學校借讀，受張肇銘、唐一禾等老師指導，學習水墨畫、竹、木雕塑及音樂等美術技藝。
1941年自藝專畢業後，他先受在銅梁女中及四川樂山師範任教，此時常至峨眉山寫生並且舉辦畫展。1944年樂山個展受美學家朱光潛題字讚揚。同年參加第三屆全國美展。1946年第二次世界大戰結束，他順著長江往東，經銅梁、榮昌、樂山、重慶等地，沿途寫生作畫，至南京後便在南京舉行個展。這段經歷也成為他重要的創作經驗。同年他返回故鄉安徽任教，培養學生有國畫家吳國亭。

### 臺北時期
1947年丁學洙來臺任教臺北女子師範專科學校，並分別於1947、1949及1953年臺北中山堂舉辦個展。1948年當年上海藝專劉海粟校長來台舉辦畫展時，曾當面邀請丁學洙回上海美專任教，但丁學洙婉拒，國民政府遷臺後定居臺灣。1953年第三次於中山堂舉辦畫展，引起台北藝文界注意，有多人到場觀賞，其中劉真、于右任與馬壽華等人聯名贈予丁學洙畫展祝賀詞。
1953年年底，丁學洙遭人檢舉「思想左傾，在中國參加抗日活動」罪名被判刑，入獄5年。出獄後於勵行中學任教，教過學生有知名運動員紀政。這段時間與畫家劉其偉及李德成為至交。由於丁未參加任何畫會團體，兩人成為他離開台北後，與畫壇的主要聯絡者。
1961年丁學洙受王藍邀請，參加中華民國菲律賓大使館內舉辦「中華民國水彩書畫家作品展」，參展畫家有馬白水、劉其偉、張杰、席德進、梁中銘、李立德、王藍等21位台灣知名水彩畫家。
然而任教期間因勵行中學發生槍擊案，加上妻子病逝，丁學洙身心受影響，於是1968年離開臺北，前往臺東東海國中任教。

### 臺東時期
丁學洙於1968年往臺東東海國中任教，這段期間開始大量創作傳統水墨畫，並在課餘開設畫室，培養出多位東部畫家。1977年第四次於台北中山堂舉辦個展，由畫家劉其偉為其題寫介紹文，總結其前半生創作風格。1980年丁學洙於東海國中退休。
1984年經劉其偉、李德等畫家推薦，丁學洙獲中華民國畫學會「金爵獎」水彩類獎項。1986年有學生送他一盒粉彩，開啟丁學洙用粉彩在臺東寫生的契機，開始大量創作粉彩風景速寫作品。
1990年參加國立歷史博物館「上海美專師生聯展」，再次見到來台訪問的恩師劉海粟。1992年，丁學洙返回中國安徽探親，見到以前的學生吳國亭。但因水土不服，返臺後休養數月後於臺東縣立文化中心舉辦八十回顧展。
丁學洙自教職退休後僅靠退休金，生活十分窮困，但堅持不賣畫，因為他認為他的每張畫都有自己的精神與感情，並非金錢可買。
1998年其子為丁學洙政治冤獄案申請國賠，臺灣政府於2001年以「戒嚴時期不當叛亂及匪諜審判補償條例」，補償200萬元。
2001年於國父紀念館舉辦個展。2002年3月於家中去世，享年90歲。

## 作品風格
丁學洙的創作類型主要有水彩畫、水墨畫及粉彩畫，且深受劉海粟西畫及唐一禾國畫風格影響。早年以水彩畫創作為主，偶有水墨畫創作。晚年因健康因素無法以水彩筆創作，改以水墨畫和粉彩畫創作為主。

### 水彩畫
丁學洙的水彩畫多為自然寫生，他擅長觀察早晨、晚霞與霧中的色彩表現，結合觀看景色的角度與透視法構圖，並運用色彩學創造出景觀的效果。 他的水彩作品多為中國大陸時期的創作，以長江沿岸、巴蜀等地的風景為主，風格色彩以富麗著稱，似野獸派。但作品因戰亂大多未帶來臺灣而失佚，國立臺灣美術館有蒐藏部分作品。

### 水墨畫
丁學洙推崇謝赫六法中的「骨法用筆」，主張線條符合自然規律便能創造出氣韻生動的感覺。而晚年的水墨作品有多幅僅用線條勾勒，減少墨「點染」的技法。丁學洙也受老師劉海粟影響，在山水畫大量使用色彩取代墨色，並模仿西畫，使用朱色等色彩於水墨題款中，使其融入畫作當中。他擅長運用西畫的構圖創作山水畫，產生俯視景觀的視覺效果，並留白處題上短文，表達自己的情感。

### 粉彩畫
丁學洙受莫內、梵谷等印象畫派作畫方式影響，粉彩畫主要為走出戶外直接面對陽光下的景物，描繪觀察太陽在不同時間的光影變化。丁學洙的粉彩畫多為臺東風景寫生，由於他晚年活動不便，多與學生到居住地附近的景觀，如臺東市郊的稻田、富岡漁港、小野柳、杉原灣 等作為寫生題材，加上對故鄉中國大陸生活的記憶創作，可以分為田園系列、海天系列、大陸系列等作品。
他大多以黑色的線條繪畫地上物的物件，產生模糊的虛影效果，對比天空的黃、藍、綠、紫等陽光的色彩，產生「虛中見實」的效果，傳達出個人傷感。

## 評價
- 朱光潛題評：「水彩小品造境深遠而著筆平正，設色猶有獨到，無時下粗獷浮華之惡習，惟恐亦以此而不能投世俗之好，斯則丁君之所不應介意者也。常謂藝術家之大戒在隨俗浮沉而胸無真宰，非甘寂寞而能冥心孤徑者，不足以深造自得，丁君其亦以為然乎？」[13]
- 劉海粟題贈〈氣韻生動〉書法，款題：「門人丁學洙所作水彩畫氣韻湊泊，筆無增減，八轉十羅，微妙瑰琦，斯所以獨步一時也。」[11]

## 展覽

### 個展
- 1944年 個展，中國四川樂山。[9]
- 1945年 個展，夫子池勵志社，中國四川重慶。[9]
- 1946年 個展，中國南京。[9]
- 1947年 個展，臺北中山堂，臺北。[9]
- 1949年 個展，臺北中山堂，臺北。[9]
- 1953年 個展，臺北中山堂，臺北。[9]
- 1977年 個展，臺灣省立博物館，臺北。[9]
- 1988年 七十六歲回顧展，華視藝術中心，臺北。[2]
- 1991年 個展，台灣省立台東社會教育館，臺東。[9]
- 1992年 八十回顧展，台東縣立文化中心，臺東。[9]
- 1995年 八十畫展，台灣省立美術館，臺中。[9]
- 1997年 八五回顧展，台東縣立文化中心，臺東。[9]
- 2001年 個展，國父紀念館，臺北。[9]

### 聯展
- 1944年  第三屆全國美展。[5]
- 1961年 「中華民國水彩書畫家作品展」，臺北。[9]
- 1962年  「第五屆聯合水彩展」，臺北。[9]
- 1978年  國畫展覽，臺灣省立臺東社會教育館，臺東。[9]
- 1983年  國畫展，臺灣省立臺東社會教育館，臺東。[9]
- 1990年  上海美專師生聯展，國立歷史博物館，臺北。[3]

## 獲獎
- 1985中國畫學會金爵獎（水彩類）。
- 1998文建會文馨獎銅獎。